# Comarque de la Campiña de Baena

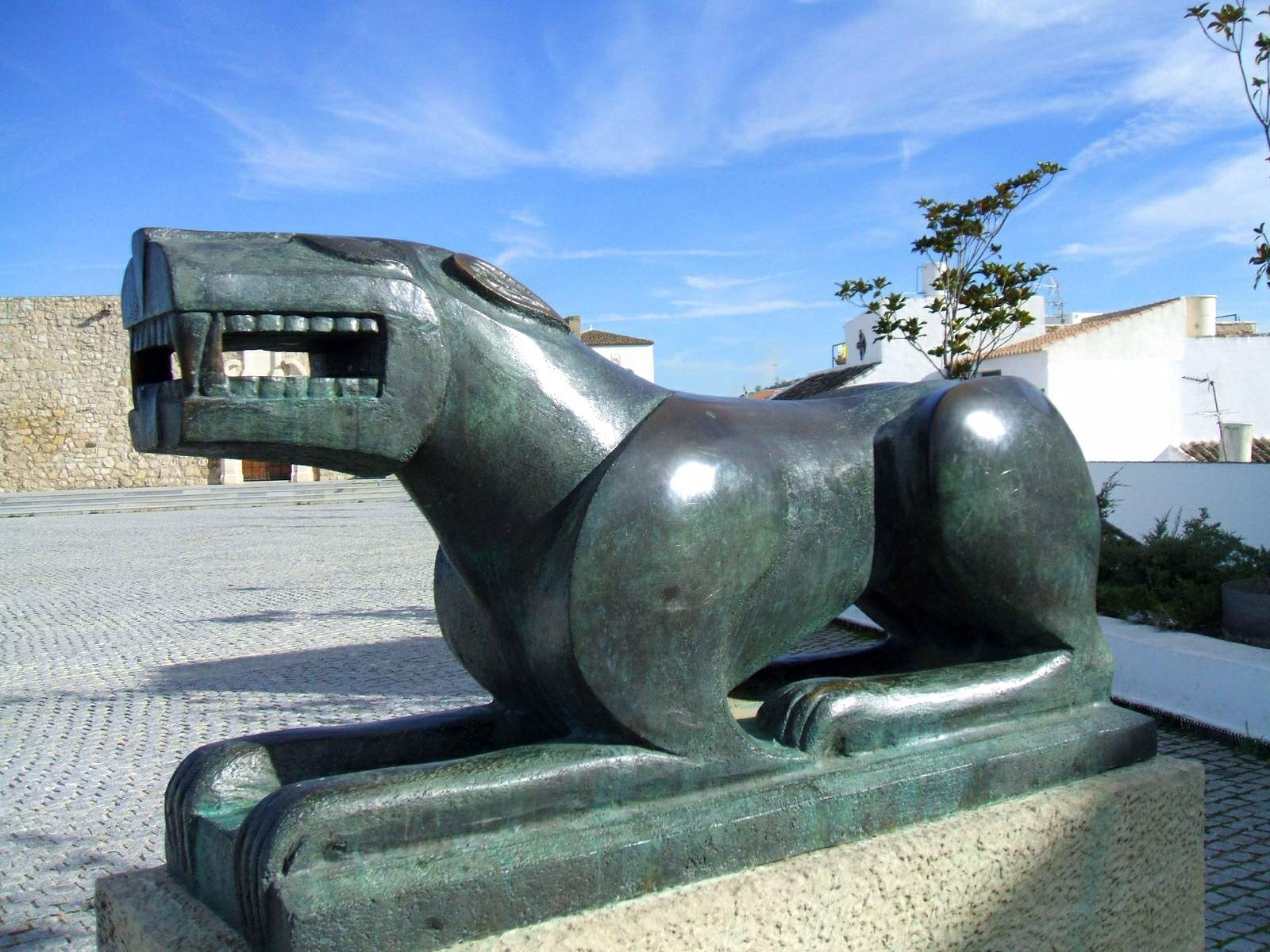
Baena, le château

La Campiña de Baena est une comarque située dans la province andalouse de Cordoue.
Elle comprend cinq communes : Baena, Castro del Río, Espejo, Nueva Carteya, et Valenzuela.
Elle est limitrophe des comarques de Cordoue, du Haut Guadalquivir, de la Subbética et de la Campiña Sur Cordobesa, ainsi que de la province de Jaén.

## Source
- (es) Cet article est partiellement ou en totalité issu de l’article de Wikipédia en espagnol intitulé « Campiña de Baena » (voir la liste des auteurs).